# الباندية (فلم)
الباندية هو فيلم كوميدي مغربي صدر سنة 2003، من كتابة وإخراج وبطولة سعيد الناصري، وعدد من الممثلين من بينهم ماجدولين الإدريسي، عبد القادر مطاع، محمد الخياري، نجاة الوافي. تدور أحداث الفيلم حول شاب مغربي يمتهن النشل، يجد نفسه متورطًا في عملية احتيال بعدما يستغله كبير خدم عائلة ثرية بسبب شبهه اللافت بابن تلك العائلة، لتنفيذ خطة نصب تستهدف شقيقة الأخ المهاجر.
الفيلم عرف نجاحًا كبيرًا في شباك التذاكر، ويُعد من الأفلام الراسخة في الذاكرة السينمائية للمغاربة.

## القصة
يتحدث الفيلم عن عائلة غنية جدا في مدينة الدار البيضاء هاجر ابنها الأكبر إلى أميركا بسبب خلاف مع والده، لكنه منذ ذلك الوقت لم يعد و انقطعت أخباره، فقرر كبير الخدم بعد وفاة الوالدة والوالد تحرير أخت المهاجر من حزنها على أخيها، فجلب شخصا من الطبقات الفقيرة في المدينة يشبه تماما الأخ المختفي، فطلب منه لعب دور المختفي مقابل تخليص الفتاة من حزنها والاستيلاء على أموال الشركة الكبيرة التي تملكها العائلة.

## طاقم التمثيل
- سعيد الناصري بدور ديدي/ علي
- ماجدولين الإدريسي بدور غيثة
- عبد القادر مطاع بدور الوافي
- محمد الخياري بدور الراضي
- نجاة الوافي بدور صافية
- عبد الله منتصر بدور عزيز
- عبد الرحيم الصمدي بدور العجوز
- هنية الغاشي بدور الصالحة
- كريمة وساط بدور كريمة
- صلاح ديزان بدور عميد الشرطة
- مصطفى بلال بدور بلال
- عبد الله أعراج بدور بائع المخدرات
- حميد زيان بدور مفتش الشرطة

## روابط خارجية
- مقالات تستعمل روابط فنية بلا صلة مع ويكي بيانات